# (4041) Miyamotoyohko
(4041) Miyamotoyohko es un asteroide perteneciente al cinturón de asteroides, descubierto el 19 de febrero de 1988 por Takuo Kojima desde la Estación Chiyoda, Japón.

## Designación y nombre
Designado provisionalmente como 1988 DN1. Fue nombrado Miyamotoyohko en homenaje a "Yohko Miyamoto" esposa del astrónomo japonés Yukio Miyamoto.